# Dackhorst
De Dackhorst was een adellijk huis in de buurschap Rectum in de Nederlandse gemeente Wierden. Tot 1811 viel het onder het richterambt Kedingen. Het was een van de drie adellijke huizen die in deze kleine buurschap stonden. Thans staat er op dezelfde plek een boerderij met deze naam. De laatste restanten van het oude huis zijn vóór de Tweede Wereldoorlog afgebrand.
Het adellijk getimmerte wordt voor het eerst genoemd in het markeboek van Rectum in 1567. Het is dan net nieuw gebouwd en afgesplitst van de Hof te Bevervoorde die 300 meter oostelijker was gelegen. Het was eigendom van de Twentse lage landadelfamilie Van Langen. Na de afsplitsing heeft de familie Van Langen geprobeerd om havezaterechten op het huis te krijgen. Op 17 maart 1614 werd het verzoek door Ridderschap en Steden van Overijssel echter definitief afgewezen.
De familie Van Langen tot de Dackhorst bezat een eigen gestoelte in de protestantse kerk te Wierden, alsook graven in de kerk. Er zijn menige processen gevoerd over de rechten van de familie Van Langen met betrekking tot de Dackhorst. De Van Langens hadden geen stemrecht in de marke Rectum als bezitter van het huis Dackhorst. Ze bezaten alleen de waardelen of uitdriften van de katersteden die ze in eigendom hadden. De Jonker Sweder van Langen, getrouwd met Anna Agnes Berck hebben met behulp van zijn schoonmoeder Casparina van Raesfeldt willen herstellen in 1631 door het te bevrijden.
De Dackhorst werd samen met de onderhorige katersteden in 1704 overgedragen door jonker Zeijger Wichman en vrouw Agnes van Langen overgedragen aan Otto van Langen, drost van de heerlijkheid Borculo, hoewel ze er wel zelf bleven wonen. Ze verfraaiden de Dackhorst met een lusthof: vijvers, plantsoenen, boomgaard en lanen. Een restant van deze lanen is o.a. de zogenaamde Langendijk of Barvoorde Allee, die nu Kippershoekweg wordt genoemd. Nazaten van de familie Van Langen uit de heerlijkheid Borculo, de familie Duithe genaamd Buth, hebben de Dackhorst nog tot 1781 in bezit gehouden. Daarna werd ze verkocht tezamen met de onderhorige landerijen en katerstede het Laer te Rectum. In de 19e eeuw verwisselde het nog verscheidene malen van eigenaar.
Naast de naam Dackhorst, werd het ook als Dashorst vermeld. Het is een samenvoeging van het Twentse / Duitse dachs wat 'das' betekent en van horst wat een met kreupel- of hakhout begroeide hoger gelegen stuk grond aanduidt. In de naaste omgeving komt ook het erve Dasselaar voor. Dus dassen zullen er zeer zeker hebben rondgelopen.